# Pyura mirabilis
Pyura mirabilis är en sjöpungsart som först beskrevs av Richard von Drasche-Wartinberg 1884.  Pyura mirabilis ingår i släktet Pyura och familjen lädermantlade sjöpungar. Inga underarter finns listade i Catalogue of Life.